# Kathryn McGuire
Kathryn McGuire (Peoria, 6 dicembre 1903 – Los Angeles, 10 ottobre 1978) è stata una ballerina e attrice statunitense dell'epoca del muto.

## Biografia
Quando era ancora molto giovane la famiglia, estranea al mondo dello spettacolo e della recitazione, si trasferì prima ad Aurora in Illinois e quindi a Chicago. Kathryn studiò presso la scuola superiore femminile Jennings di Aurora e rimase lì anche dopo che i genitori avevano lasciato la città. Al momento del diploma, quando aveva circa 14 anni, i suoi decisero di trasferirsi in California.
A Kathryn piaceva molto la danza e, arrivata sulla costa occidentale, prese lezioni dai più importanti maestri di balletto. Continuò a danzare anche dopo che la sua carriera cinematografica ebbe inizio, diventando il suo interesse principale.
Nel 1922 venne scelta come una delle vincitrici del primo concorso WAMPAS Baby Stars.
Mentre stava studiando presso la Hollywood High School partecipò a una serata di esibizioni al Maryland Hotel di Pasadena; tra il pubblico era presente Thomas H. Ince che le offrì subito un numero solista in una produzione che stava realizzando. Le sue doti di ballerina le perimisero anche di ottenere contratti con la Universal e con Mack Sennett. Fu Sennett ad accorgersi del talento spontaneo di Kathryn per la recitazione, oltre che di quello per la danza, dopo che la vide partecipare a una scenetta comica in una delle sue produzioni.
Il suo primo ruolo importante lo ottenne in The Silent Call del 1921. I film per cui è maggiormente ricordata sono però probabilmente Calma, signori miei! e Il navigatore, girati entrambi nel 1924 al fianco di Buster Keaton. Prese parte, tra gli altri film,  anche a Playing with Fire del 1921 con Gladys Walton e a La fiamma della vita del 1923 con Priscilla Dean. La sua carriera cinematografica tuttavia si concluse verso il 1930.
Sposò George Landy e il matrimonio durò fino al 1955, anno della morte di lui.
Kathryn McGuire morì di cancro nel 1978 a Los Angeles.

## Riconoscimenti
- WAMPAS Baby Stars 1922

## Filmografia parziale

### Cinema
- Bucking the Line, regia di Carl Harbaugh (1921)
- The Silent Call, regia di Laurence Trimble (1921)
- Molly O'
- Playing with Fire, regia di Dallas M. Fitzgerald (1921)
- The WAMPAS Baby Stars of 1922 - cortometraggio
- The Crossroads of New York, regia di F. Richard Jones (1922)
- La fiamma della vita (The Flame of Life), regia di Hobart Henley (1923)
- La donna di bronzo (The Woman of Bronze), regia di King Vidor (1923)
- The Shriek of Araby, regia di F. Richard Jones (1923)
- The Printer's Devil, regia di William Beaudine (1923)
- The Love Pirate, regia di Richard Thomas (1923)
- Phantom Justice, regia di Richard Thomas (1924)
- Pioneer's Gold, regia di Victor Adamson (1924)
- Calma, signori miei! (Sherlock Jr.), regia di Buster Keaton (1924)
- Il navigatore (The Navigator), regia di Buster Keaton e Donald Crisp (1924)
- Tearing Through, regia di Arthur Rosson (1925)
- Easy Going Gordon, regia di Duke Worne (1925)
- Two-Fisted Jones, regia di Edward Sedgwick (1925)
- The Gold Hunters, regia di Paul Hurst (1925)
- The Thrill Hunter , regia di Eugene De Rue (1926)
- With Buffalo Bill on the U. P. Trail, regia di Frank S. Mattison (1926)
- Somebody's Mother, regia di Oscar Apfel (1926)
- Midnight Faces, regia di Bennett Cohen (1926)
- Stacked Cards, regia di Robert Eddy (1926)
- Mistery Pilot, regia di Harry Moody (1926)
- Dashing Thru
- Davy Crockett at the Fall of the Alamo, regia di Robert N. Bradbury (1926)
- Naughty But Nice, regia di Millard Webb (1927)
- The Girl in the Pullman, regia di Erle C. Kenton (1927)
- Le sette aquile (Lilac Time), regia di George Fitzmaurice (1928)
- L'albergo delle sorprese (Synthetic Sin), regia di William A. Seiter (1928)
- Children of the Ritz, regia di John Francis Dillon (1929)
- The Border Wildcat, regia di Ray Taylor (1929)
- Il diamante del reggente (The Big Diamond Robbery), regia di Eugene Forde (1929)
- The Long, Long Trail, regia di Arthur Rosson (1929)
- Lo zeppelin perduto (The Lost Zeppelin), regia di Edward Sloman (1929)

### Televisione
- L'uomo ombra (The Thin Man) – serie TV, 1 episodio (1958)
- Dragnet – serie TV, 1 episodio (1959)